# Probolomyrmex
Probolomyrmex es un género de hormigas.

## Especies
- Probolomyrmex aliundus Shattuck, Gunawardene & Heterick, 2012
- Probolomyrmex bidens Brown, 1975
- Probolomyrmex boliviensis Mann, 1923
- Probolomyrmex brevirostris (Forel, 1910)
- Probolomyrmex brujitae Agosti, 1995
- Probolomyrmex curculiformis Hita Garcia & Fisher, 2014
- Probolomyrmex dammermani Wheeler, 1928
- Probolomyrmex filiformis Mayr, 1901
- Probolomyrmex greavesi Taylor, 1965
- Probolomyrmex guanacastensis O'Keefe & Agosti, 1998
- Probolomyrmex guineensis Taylor, 1965
- Probolomyrmex itoi Eguchi, Yoshimura & Yamane, 2006
- Probolomyrmex latalongus Shattuck, Gunawardene & Heterick, 2012
- Probolomyrmex longinodus Terayama & Ogata, 1988
- Probolomyrmex longiscapus Xu & Zeng, 2000
- Probolomyrmex maryatiae Eguchi, Yoshimura & Yamane, 2006
- Probolomyrmex newguinensis Shattuck, Gunawardene & Heterick, 2012
- Probolomyrmex okinawensis Terayama & Ogata, 1988
- Probolomyrmex petiolatus Weber, 1940
- Probolomyrmex procne Brown, 1975
- Probolomyrmex salomonis Taylor, 1965
- Probolomyrmex simplex Shattuck, Gunawardene & Heterick, 2012
- Probolomyrmex tani Fisher, 2007
- Probolomyrmex vieti Eguchi, Yoshimura & Yamane, 2006
- Probolomyrmex watanabei Tanaka, 1974
- Probolomyrmex zahamena Hita Garcia & Fisher, 2014